# St. Gertruden
St. Gertruden je naselje v Občini Kotarče v Okraju Šentvid ob Glini na Koroškem v Avstriji.